# 那楠乡
那楠乡，是中华人民共和国广西壮族自治区崇左市宁明县下辖的一个乡镇级行政单位。

## 行政区划
那楠乡下辖以下地区：
那楠社区、逢留村、那陶村、平安村、念柴村、古优村、那敏村、驮象村、岽站村、板溪村、康峙村、驮英村和小平村。